# Samba de Janeiro
Samba de Janeiro ist die im Mai 1997 erschienene Debüt-Single des deutschen Dance-Projekts Bellini, welches damit einen der Sommerhits dieses Jahres ablieferte. Geschrieben und komponiert wurde der Titel von Airto Moreira, Gottfried Engels und Ramon Zenker, wobei die beiden Letzteren die Bellini-Version ebenfalls produzierten.

## Autoren und Titel
Die Komposition wurde ursprünglich unter dem Titel Tombo In 7/4 von Airto Moreira verfasst und 1973 auf seinem Album Fingers veröffentlicht. Dieses Stück beginnt als Jazz-Samba-Fusion im 7/4-Takt, die später in einen Samba im 4/4 Takt übergeht. 1977 erschien es als Celebration Suite auf seinem Album I'm Fine. How Are You? in überarbeiteter Form. Dieser musikalischen Grundlage fügten Gottfried Engels und Ramon Zenker weitere Elemente hinzu und die Rhythmik wurde an die zeitgenössische europäische Popmusik angepasst, so dass es sich, trotz des Titels, nicht um einen echten Samba handelt.

## Musikvideo
Das Video wurde in Hamburg in der Karolinenpassage gedreht, wo speziell für die Aufnahmen ein Karnevalsumzug inszeniert wurde. Als Akteure wurden vier Tänzerinnen aus Deutschland, Brasilien, Indonesien und Thailand sowie ein Tänzer aus Marokko engagiert, um eine multikulturelle Wirkung zu erzielen.
Produziert wurde das Video unter Regie von Rainer Thieding von der Hamburger Filmproduktionsfirma Chopstick Films.

## Kommerzieller Erfolg
Weltweit verkaufte sich die Single 5 Millionen Mal und erreichte die Top 10 der wichtigsten internationalen Toplisten Europas, konnte sich jedoch in keinem Land auf Platz 1 platzieren. Die "Offizielle Deutsche Version" trägt den Titel Samba De Janeiro (Samba Ramba Zamba) und wurde von Gottlieb Wendehals, ebenfalls 1997, interpretiert. Noch heute wird der Titel gerne in Fußballstadien oder Faschingsveranstaltungen genutzt, um gute Stimmung im Publikum zu erzeugen. Er wurde bei der Fußball-EM 2008 im Stadion stets gespielt, sobald ein Tor gefallen war.

### Chartplatzierungen
| ChartsChartplatzierungen     | Höchstplatzierung | Wochen |
| ---------------------------- | ----------------- | ------ |
| Deutschland (GfK)            | 2 (22 Wo.)        | 22     |
| Österreich (Ö3)              | 3 (16 Wo.)        | 16     |
| Schweiz (IFPI)               | 2 (22 Wo.)        | 22     |
| Vereinigtes Königreich (OCC) | 8 (7 Wo.)         | 7      |

| ChartsJahrescharts (1997) | Platzierung |
| ------------------------- | ----------- |
| Deutschland (GfK)         | 10          |
| Österreich (Ö3)           | 15          |
| Schweiz (IFPI)            | 13          |

### Auszeichnungen für Musikverkäufe
| Land/Region                  | Auszeichnungen für Musikverkäufe (Land/Region, Auszeichnung, Verkäufe) | Verkäufe  |
| ---------------------------- | ---------------------------------------------------------------------- | --------- |
| Belgien (BRMA)               | Gold                                                                   | 25.000    |
| Deutschland (BVMI)           | Platin                                                                 | 500.000   |
| Frankreich (SNEP)            | Gold                                                                   | 250.000   |
| Italien (FIMI)               | Gold                                                                   | 50.000    |
| Österreich (IFPI)            | Gold                                                                   | 25.000    |
| Schweiz (IFPI)               | Gold                                                                   | 25.000    |
| Vereinigtes Königreich (BPI) | Silber                                                                 | 200.000   |
| Insgesamt                    | 1× Silber · 5× Gold · 1× Platin ·                                      | 1.075.000 |